# Philosophy and Literature
Philosophy and Literature (дословно — «Философия и литература») — академический журнал, основанный в 1977 году Денисом Даттоном. Он исследует связи между литературными и философскими исследованиями, представляя идеи эстетики литературы, литературной критики и философской интерпретации литературы. Журнал, который характеризуют как «культурно консервативный», стремится бросить вызов «ханжеству и притязаниям академического духовенства, публикуя подборку ярких, обширных эссе, заметок и обзоров, написанных ясной, свободной от жаргона прозой». 
Журнал обычно публикуется дважды в год, в апреле и октябре, издательством Университета Джонса Хопкинса. Тираж – 823 экземпляра, средний объём выпуска – 224 страницы. Нынешний редактор (по состоянию на 2017 год) — Гарри Хагберг из Бард-колледжа.